# 灣岸Mid-Night Maximum Tune系列
灣岸Mid-Night Maximum Tune系列（湾岸ミッドナイトマキシマムチューン，簡稱WMMT、MT），是由日本万代南梦宫游乐（原南梦宫）公司所出品的街機遊戲，由日本漫畫家楠通春所繪製的漫畫《灣岸Midnight》改編，其內容描述主角朝倉明雄（Akio Asakura）駕駛著被東京灣岸線的賽車手們稱為「惡魔之Z」的第一代日產Fairlady Z（代號S30）在灣岸線和東京首都高速道路系統上行駛，所有的車手追尋著這輛Z所發生的故事。而在MT的世界裏玩家要扮演一位車手跟遊戲中所有的角色比賽以獲得勝利。
本遊戲從2003年出品至今已有22年的歷史，每代皆有不同的特色也有代代新添增許多遊戲樂趣的要素，讓玩家可以用跑車享受到飆速的快感。

## 機台
整個機台配有4.1聲道的裝備，分別在螢幕兩旁及坐椅上各設有兩個揚聲器、而椅下有一個Bass。新型H6排擋桿設計使得整體看起來更接近實車。

## 灣岸Mid-Night和灣岸Mid-NightR
在WMMT還沒問世時，Namco有出了另外2種機台，就是灣岸Mid-Night和灣岸Mid-NightR，灣岸Mid-Night在2001年問世，灣岸Mid-NightR則是在2002年問世，但當時灣岸Mid-Night和灣岸Mid-NightR的知名度卻不高，因此改為灣岸Mid-Night Maximum Tune。

## 歷代灣岸作品

### 灣岸Mid-Night Maximum Tune
2004年7月6日推出，搭配卡片記錄方式，玩家可以在卡片上記錄自己的車輛改裝以及劇情模式的進度，亦能提供兩人對戰，遊戲可分為「STORY MODE」（故事模式）、亂入對戰跟「TIME ATTACK」（時間競速）。

#### MT賽道
- C1（都心環狀高速線路）內圍
- C1外圍
- 新環狀左迴
- 新環狀右迴
- 首都高速道路系統一整圈

### 灣岸Mid-Night Maximum Tune 2
2005年4月21日推出，同樣採用搭配卡片記錄方式。對戰人數最多增至四人。除原本的「STORY MODE」及「TIME ATTACK」以外，還新增「十人斬模式」。延長故事模式關卡至80話。

#### 故事模式（STORY MODE）

##### 此模式就是依照漫畫內容與每個對手競速，可以在此模式改裝車輛的性能，達成的週目數可以升級。
- 1~20話：灣岸人物總匯集1（全數完成可得馬力600）
- 21~40話：灣岸人物總匯集2（全數完成可得馬力800）
- 41~50話：惡魔之Z的復活
- 51~60話：R200CLUB
- 61~70話：怪物機械
- 71~80話：傳說中的FC（全數完成可得馬力810）

#### 賽道
- C1（高速都心環狀線）內圍
- C1外圍
- 新環狀左迴(包括台場線 )
- 新環狀右迴
- 箱根二國觀光山道（新增）

#### 車卡
每張可以用60次，超過需要檢卡（更新到新卡）。
- Ver.A：要在故事模式80話以內不敗，才能拿到815匹馬力。
- Ver.B：故事模式里程數超過5000公里，即可拿到815匹馬力。

#### 廢車卡
此版本可製成廢車卡，利用廢車卡可發行與卡檢車輛相同車種及顏色之車身的600匹馬力車輛，快速邀請朋友加入遊戲。
在對完成前20話故事的車卡進行卡檢時，原卡會自動變成廢車卡從讀卡器推出。
使用時，在發行新卡的機器上，於“請插入卡片”（カードを入れて下さい）界面插入廢車卡，機器會詢問“是否製作600馬力車卡？”（600馬力カードを作成しますか？），投入所需的硬幣數量即可製作新卡，命名後可正常使用。新卡的故事模式前20話顯示為完成。
廢車卡每張可以使用兩次。

### 灣岸Mid-Night Maximum Tune 3/3DX/3DX+
除了保留MT2的車種與賽道之外，另外新追加車種、跑道以及更改對戰系統(岔路選擇與參戰玩家固定)；降低故事模式和十人斬模式難度，略提昇畫質，改善介面、增加車身塗裝、化身模式。車卡改為竖排版，並增設顯示行車里數。卡片資料欄位則不變。

#### 遊戲模式
- 故事模式(STORY MODE)

此模式依照漫畫內容與每個對手競速，可以在此模式內改裝愛車的性能，達成的週目數可以升級。
1~10話：惡魔之Z的復活
11~15話：完美的GTR
16~20話：赤坂直線（20話前全數完成可得馬力600）
21~30話：怪物機械
31~40話：R200CLUB（40話前全數完成可得馬力800）
41~50話：阪神高速環狀（完成後可得馬力810）
51~60話：傳說中的FC（完成後可得馬力815）
61~70話：ACE車庫
71~80話：傳說中的F1渦輪（完成後可得馬力820）
81~85話：石田篇（MT3DX，MT3DX+）
86~90話：地上的零式戰鬥機（MT3DX，MT3DX+）
91~100話：FD的主人（MT3DX，MT3DX+，完成後可得馬力825）
- 計時賽系統(TIME ATTACK=TA)

競速模式，最快者可以登入網路排行榜（IR）查看成績。
- 10人斬

每條跑道都有10個等級的電腦人物，打的越快評等越高，最高為「瞬殺S」（Sudden Kill）而在一個跑道打下10個等級電腦，評等都為S時則車卡等級提升一級。再進入10人斬模式會多出一個等級，裡面有31個人物，即為31人斬。
- 化身對戰模式（Ghost Car Rival Mode）

玩家是最高等級，每打贏一台化身後可累積經驗值，累積到一定程度後便會有化身升級的畫面，每次化身等級提升都可得到一個外觀改裝的物品，其中包括：全車套件、引擎蓋、尾翼、輪框、后视鏡、彩繪貼紙、車燈等超百種組合。
1. 好友模式，曾經與其他玩家對戰過加入好友，在化身模式中選此，便會有化身與他對戰紀錄中的路線一樣，包括線位與失誤地方。
2. 復仇模式，其他玩家用化身模式來擊敗你的紀錄，再次插卡時，畫面會出現對手的ID。
3. 等級模式，一般電腦及皇冠模式，可以挑戰最強的玩家紀錄。
4. 尋找對手，輸入車卡ID，便會顯示卡主在該路線行走的紀錄，可以再次挑戰。

- 多人對戰模式

即為與玩家們進行一場競速賽，在玩家選擇跑道之後便可以選擇起點位置，競速队伍第一名的玩家可以選擇岔路方向。

#### 隱藏車
NISSAN：GT-R SpecV表示車種：GT-R（R35）輸入編號：1352 3533 555

NISSAN：FAIRLADY (Z31)表示車種： FAIRLADYS30(惡魔之Z) 輸入編號： 643

TOYOTA：COROLLA表示車種：SUPRA（JZA70）輸入編號：4126

TOYOTA：HIACE表示車種：MR2（SW20）輸入編號：322 322 322

TOYOTA：HIACE（高底盤）表示車種：CHASER（JZX100）輸入編號：3344 3344 262626

TOYOTA：CELSIOR（計程車仕様）表示車種：CELSIOR（UCF10）輸入編號：1562 1562 1562

TOYOTA：ARISTO（個タク仕様）表示車種：ARISTO（JZS161）輸入編號：111 222< 3333333 444 555 6666666

TOYOTA：CELSIOR UCF10 表示車種： CHASER 輸入編號：643

SUBARU：R2 表示車種：Alcyone SVX(CXD) 輸入編號：64 64 64 64 64

Mazda ：MAZDASPEED6 MPS（教練車式樣）表示車種：MAZDASPEED 6（GG3P）輸入編號：6654 333 1123 444
Mitsubishi：PAJEROEVOLUTION 表示車種：（Lancer Evolution四驅車版）表示車種：STARIONGSR-VR 輸入編號：4636554636

#### 新增賽道
- K1 高速神奈川1號橫羽線 （Yokohane Line）
- B 高速灣岸線 （Wangan Line）
- 阪神高速1號環狀線（Osaka Line）
- 箱根二國觀光山道（Hakone）(增長賽道)

- 名古屋高速都心環狀線 （Nagoya Speed Ring) (3DX）

- 福岡都市高速(Fukuoka Expressway) (3DX）

#### 車卡繼承
- 可繼承的卡片種類
MT2車卡
- 無法繼承卡片種類
MT車卡
MT2測試版車卡
MT2作廢車卡
使用過的車卡
- 繼承內容
玩家名稱
車種
手/自排
亂入對戰的戰績
里程數
車身顏色(某些車種例外)

- 無法繼承的內容
稱號 (由「灣岸的新人」(日版) / "Wangan Beginner"(海外版)開始)
計時模式紀錄更新
對戰風格
10人斬的進度模式
故事模式由2周目開始
- 故事模式進度
20話（或以下）：馬力照舊
40話：最大馬力800
50話：最大馬力810
60話：最大馬力815
80話：最大馬力820
100話：最大馬力825 （MT3DX）
- MT2無敗空心卡在MT3卡獎勵
特殊的轉速表與速度表還有超轉燈 (Racing Meter)
增加灣岸Mid-Night R Track
- MT3DX無敗空心卡獎勵
增加灣岸Mid-Night R Track （如果在MT2或MT3败过，但在MT3DX无败就会拿到）
特殊的轉速表與速度表還有超轉燈 (Special Meter)
- 車檢到時，機台製作完廢車卡後，會給予新的車輛顏色，可藉車檢更換。
- 車檢到時，機台製作完廢車卡後，會退出原車卡作為贈禮卡（present card），可使用五次現行馬力車輛，官方說法為"與朋友分享你的車輛"

### 灣岸Mid-Night Maximum Tune 4
除了保留MT3DX+的車種與賽道之外，另外新追加車種、跑道及更改對戰系統(岔路選擇與參戰玩家固定)；故事模式刪掉61~100話，略提昇畫質，改善介面，另外增加車身塗裝、删除10人斩模式和GEMBALLA车种。车卡可储存最多一百张MT3DX+卡，而且这些卡会变成'用户"。因此，玩家可以无限制地与其他玩家分享车卡。

#### 遊戲模式
- 故事模式(STORY MODE)

此模式就是依照漫畫內容與每個對手競速，可以在此模式內改裝愛車的性能，達成的週目數可以升級。
1~10話：惡魔之Z的復活
11~15話：完美的GTR
16~20話：赤坂直線（前20話全數過關可得馬力600）
21~30話：怪物機械
31~40話：R200CLUB
41~50話：阪神高速環狀（前50話過關可得馬力800）
51~60話：傳說中的FC（54話過關後可得馬力815，59話過關則得馬力830）
- 計時賽系統(TIME ATTACK=TA)

競速模式，競速出最快者自动登入網路排行榜（IR）看看自己的成績。
- 全球化身對戰模式（Online Ghost Battle Mode）

在中国版（CHN）中，本模式为全国化身对战模式
可以選擇化身的等級，最高等級是玩家，每打贏一个化身之後可以累積經驗值，當經驗值累積到一定程度後便會有化身等级升級的畫面，而化身等級每次提升都可以得到一個外觀改裝的物品，其中包含了全車空力套件、引擎蓋、尾翼、輪框、照後鏡、彩繪貼紙、車燈等超過百種組合。
1. 好友模式，曾經與其他玩家對戰過加入好友，在化身模式中選此，就會有化身與他對戰紀錄中的路線一樣，不論是走的線位與失誤地方。
2. 復仇模式，就是其他玩家用化身模式來擊敗你的紀錄，再次插卡時上面就會出現有人打敗你的ID在上面。
3. 等級模式，一般的電腦以及皇冠模式，可以挑戰最強的玩家紀錄。
4. 尋找對手，打上車卡ID，便會顯示卡主曾經在該路線行走的紀錄，可以再次挑戰。

- 多人對戰模式

顧名思義即為與玩家們進行一場競速賽，而在玩家選擇跑道之後便會隨機抽出起點位置，而當競速時第一名的玩家可以選擇岔路的方向。
- 挑战日本化身（Japan mode）

可以挑戰日本玩家，將會分成10個地區，50關。
1. 北海道（1關）：北海道
2. 東北地區（6關）：青森、岩手、宮城、秋田、山形、福島
3. 北關東地區（4關）：茨城、櫪木、群馬、埼玉
4. 南關東地區（6關）：千葉、東京1、東京2、東京3、神奈川1、神奈川2
5. 北陸地區（4關）：新潟、富山、石川、福井
6. 東海地區（6關）：山梨、長野、岐阜、靜岡、愛知、三重
7. 關西（6關）：滋賀、京都、大阪、兵庫、奈良、和歌山
8. 中國（5關）：鳥取、島根、岡山、廣島、山口
9. 四國（4關）：德島、香川、愛媛、高知
10. 九州沖繩（8關）：福岡、佐賀、長崎、熊本、大分、宮崎、鹿兒島、沖繩

#### 賽道（截至 v1.07）
| 區域     | 路線名稱             | 起始出入口／地點 |
| -------- | -------------------- | ---------------- |
| C1       | C1內圍               | 汐留出入口       |
| C1       | C1內圍               | 神田橋出入口     |
| C1       | C1外圍               |                  |
| C1       | 芝公園出入口         |                  |
| 八重洲線 | 八重洲線内圍         | 汐留交流道       |
| 八重洲線 | 八重洲線外圍         | 神田橋交流道     |
| 八重洲線 | 八重洲線外圍         | 京橋交流道       |
| 新環状   | 新環狀左迴           | 有明出入口       |
| 新環状   | 新環狀右迴           | 木場出入口       |
| 灣岸線   | 湾岸線東行           | 大黑埠頭出入口   |
| 灣岸線   | 湾岸線東行           | 機場中央出入口   |
| 灣岸線   | 湾岸線西行           |                  |
| 灣岸線   | 臨海副都心出入口     |                  |
| 横羽線   | 横羽線上行           | 汐入出入口       |
| 横羽線   | 横羽線上行           | 羽田出入口       |
| 横羽線   | 横羽線下行           |                  |
| 横羽線   | 芝浦出入口           |                  |
| 横濱     | 港未來内圍           | 新山下出入口     |
| 横濱     | 港未來内圍           | 港未來出入口     |
| 横濱     | 港未來外圍           |                  |
| 横濱     | 東神奈川出入口       |                  |
| 名古屋   | 名古屋高速環狀       | 丸之內出口       |
| 大阪     | 阪神高速環状         | 道頓堀出口       |
| 福岡     | 福岡都市高速（西行） | 姪濱出入口       |
| 福岡     | 福岡都市高速（西行） | 博多站東出入口   |
| 福岡     | 福岡都市高速（東行） | 西公園出入口     |
| 福岡     | 福岡都市高速（東行） | 半道橋出入口     |
| 箱根     | 箱根                 | 往路             |
| 箱根     | 箱根                 | 復路             |

#### 車卡繼承
- 可繼承的卡片種類
MT3DX+車卡 (2013年10月24日1:00AM将会无法繼承，海外机和日本机,以防複製卡)
- 無法繼承卡片種類
MT3DX或之前的車卡
MT3DX+測試版車卡
MT3DX+作廢車卡
使用過的車卡
- 繼承內容
車種
手/自排
亂入對戰的戰績
里程數
大部分車身顏色
大部分空力套件與輪框
車子等級
- 無法繼承的內容
玩家名稱
稱號 (由「灣岸的新人」(日版) / "Wangan Beginner"(海外版)開始)
計時模式紀錄更新
對戰風格
10人斬的進度模式
故事模式(由馬力進度决定)
- 故事模式進度
20話（或以下）:最大馬力600
54話：最大馬力800
59話：最大馬力830
- MT3DX+無敗用户在MT4卡獎勵
特殊的轉速表與速度表還有超轉燈 (Racing Meter)
增加灣岸Mid-Night R Track
- MT4無敗用户獎勵
特殊的轉速表與速度表還有超轉燈 (Racing Meter)

MT4新增隱藏車
Mitsubishi：PAJEROEVOLUTION 表示車種：（Lancer Evolution四驅車版）表示車種：STARIONGSR-VR 輸入編號：4636554636

### 灣岸Mid-Night Maximum Tune 5/5DX/5DX+

#### 新增賽道
- 箱根大觀山(Hakone Mt.Taikan)

#### 新增乱入对战
- 颠倒模式(Extreme mode)

玩家需走相反的道路，隱藏对手离你的距离、标志和距離终点的距离。（剩下5、3公里和第一名玩家离终点數百米的提醒会出现）此模式在MT5DX被移除。
- 奖牌(VS Grade)和力量光环(Strength Aura)

奖牌是乱入对战新增的物品，有金,银,铜和VS奖牌。收集奖牌到一定的程度，玩家可以拿到力量光环，是玩家乱入对战开始前玩家车辆背景出现动物力量光环。
| 排名   | 4个玩家 | 3个玩家 | 2个玩家 |
| ------ | ------- | ------- | ------- |
| 第一名 | 金奖牌  | 银奖牌  | 铜奖牌  |
| 第二名 | 银奖牌  | 铜奖牌  | VS奖牌  |
| 第三名 | 铜奖牌  | VS奖牌  | 无      |
| 第四名 | VS奖牌  | 无      | 无      |

#### 5DX新增遊戲模式
- Maxi幣系統可以得到用作購買外觀改裝的物品，包括全車空力套件、引擎蓋、尾翼、輪框、照後鏡、彩繪貼紙、車燈等過百種組合。
- 邮票，玩家第一次玩先获得驾驶盘邮票，收集到的邮票会放到邮票收集处，当玩家的邮票到宝箱图就可以拿到新邮票。玩家可以使用湾岸终点站(Wangan terminal)选择喜欢的邮票与对手对决。

#### 5DX新增賽道
- 臨港道路3號(Kobe Area 'Hanshin Expressway R3 / Harbor road)
- 3號渋谷線(Sub-center Area 'Shibuya / Shinjuku Line)
- 5號池袋線(Ikebukuro Line Yamate Tunnel)

另外，MT5DX添加了三道颠倒道路：
- 颠倒C1内围和外围（不能去八重洲線,新环状左回和右回）
- 颠倒阪神高速公路1号环状
- 颠倒箱根二国观光山道

（注：这和MT5的差别是对手离你的距离、标志和剩下离终点的距离玩家可以知道）

#### 5DX新增車種
- 寶馬Z4(E89)
- 雪佛蘭Corvette(C2)
- Benz SLK （页面存档备份，存于）(R172)
- 日產Skyline RS-X(R30)
- 保時捷Rt35
- 保時捷RCT
- 速霸陸Levorg EyeSight(VMG)
- 速霸陸WRX STI(GVB)
- 寶馬M3(E92)
- 馬自達RX-3(S124A)

#### 5DX+新增賽道
- 广岛高速道路(Hiroshima Area'Shinonome Ramp/Ujina Ramp)

#### 5DX+新增车辆
- 本田NSX 第一代(NA1)
- 本田NSX 第二代(NC1)
- 蘭博基尼Aventador(LP700-4)
- 蘭博基尼Countach(LP400)

#### 全球化身對戰模式（Online Ghost Battle Mode）
在中国版（CHN）中，本模式为全国化身对战模式
可以選擇化身的等級，最高等級是玩家，每打贏一个化身之後可以获得Maxi G和累積經驗值，當經驗值累積到一定程度後便會有商店升級的畫面，而商店等級每次提升都可以解锁一批商店内可购买的外觀改裝的物品（每个等级包含一个免费赠品），其中包含了全車空力套件、引擎蓋、尾翼、輪框、照後鏡、彩繪貼紙、車燈等超過百種組合。
1. 选择等級，可以选择360hp至830hp的等级对手，电脑化身(Super Hard) 和皇冠模式，以挑戰最強的玩家紀錄。
2. 復仇模式，就是其他玩家用化身模式來擊敗你的紀錄，再次插卡時上面就會出現有人打敗你的ID在上面。
3. 尋找對手，打上車卡ID，便會顯示卡主曾經在該路線行走的紀錄，可以再次挑戰。
4. 挑战日本化身（Japan mode）

可以挑戰日本玩家，將會分成10個地區，50關。
可以获得各种车牌灯,彩繪貼紙和新邮票。
- 北海道（1關）：北海道
- 東北地區（6關）：青森、岩手、宮城、秋田、山形、福島
- 北關東地區（4關）：茨城、櫪木、群馬、埼玉
- 南關東地區（6關）：千葉、東京1、東京2、東京3、神奈川1、神奈川2
- 北陸地區（4關）：新潟、富山、石川、福井
- 東海地區（6關）：山梨、長野、岐阜、靜岡、愛知、三重
- 關西（6關）：滋賀、京都、大阪、兵庫、奈良、和歌山
- 中國（5關）：鳥取、島根、岡山、廣島、山口
- 四國（4關）：德島、香川、愛媛、高知
- 九州沖繩（8關）：福岡、佐賀、長崎、熊本、大分、宮崎、鹿兒島、沖繩

### 湾岸Mid-Night Maximum Tune 6
除了保留MT5DX+的赛道之外,湾岸Mid-Night Maximum Tune 6是首次沒有新增賽道，新一代的车卡可储存两百辆的MT6卡。移除了RUF换成保时捷。全新车辆等级从SSSS级至SSSSS级。故事模式重新增加至100话,更改有些关卡道路和对手车辆,马力从830提高至840。化身模式也可以多人对战(1vs1/1vs2/1vs3)。官方在这一代制作了湾岸应用程序代替网頁版,方便玩家查看资料和活动。

#### 遊戲模式
- 故事模式(STORY MODE)

此模式就是依照漫畫內容與每個對手競速，可以在此模式內提升马力。前54话的关卡挑战失败可得到一半胜利经验值
| 集数     | 名称             | 備註                                                 |
| -------- | ---------------- | ---------------------------------------------------- |
| 1~10話   | 惡魔之Z的復活    |                                                      |
| 11~15    | 完美的GTR        |                                                      |
| 16~20話  | 赤坂直線         | 前20话全数过关可得马力600                            |
| 21~30話  | 怪物機械         |                                                      |
| 31~40話  | R200CLUB         |                                                      |
| 41~50話  | 阪神高速環狀     | 前50话全数过关可得马力800                            |
| 51~60話  | 傳說中的FC       | 前54话全数过关可得815马力，全数过关至59话可得830马力 |
| 61~70話  | ACE車庫          | 全数过关可得835马力                                  |
| 71~80話  | 傳說中的F1渦輪   | 全数过关可得840马力                                  |
| 81~90話  | 地上的零式戰鬥機 |                                                      |
| 91~100話 | FD的主人         |                                                      |

- 全球化身对战模式（Online Ghost Battle Mode）

玩家可以挑战1至3台化身(除了皇冠模式)，这些化身会阻挡玩家，打赢後可以获得累积经验值，当累积到一定程度后会有化身升级的画面，每次等级提升都可以得到一个外观改装的物品，其中包含了全车空力套件、引擎盖、尾翼、轮框、照后镜、车灯等過百种组合。
1. 选择等级，可以选择360 - 840hp的等级对手，困难化身(Super Hard)和皇冠模式，以挑战最强的玩家纪录。
2. 复仇模式：其他玩家用化身模式来击败你的纪录，再次插卡时畫面会出现打败你的玩家ID，比赛结束后玩家会收集对方邮票，同时向對方發送玩家邮票。
3. 寻找对手，輸入车卡ID，便会顯示卡主曾经在该路线的行走纪录，可以再次挑战。

#### 新增车辆
- 保时捷 911 Turbo S(930)
- 保时捷 911 Turbo 3.6(964)
- 保时捷 911 Turbo S(991)
- 保时捷718 Cayman S
- 保时捷 928 GT (后期)
- 马自达 Roadster RF RS(ND5RC)(在5DX+累计至500G可获得)
- 日产Fairlady Z 280Z-T(S130)(在5DX+累计至100000G可获得)
- 日产Leopard 3.0 Ultima(F31)(在5DX+累计至500000G可获得)

#### 新增和更改内容
- 移除MT5DX的繼續遊戲後重選模式功能，對戰設定將持續至遊戲結束或是在比賽中按[亂入對戰]進行調整為止
  - 如果要切換遊戲模式(例如：[Story Mode]<->[Time Attack])，僅能透過店內對戰獲勝才能進行調整(但仍維持在[Accept VS]狀態)
- 车底灯的造型(如弯曲)。
- 小地图和各式ID尖头(国际版)。
- 移除团队，但可自定義团队贴纸。
- 移除彩绘贴纸。
- 新增並更改部分全車空力套件的造型。
- 更改部分车辆调挡时排烟管发出的音效。
- 废车卡和自定义颜色(车漆):
  - 玩家可以使用自己的废车卡得到600马力汽辆。
  - 得到废车卡和车漆的游玩次数从每60次增加至每100次。

- BGM和特殊的转速表/速度表还有超转灯 (Racing Meter):
  - 得到BGM的游玩故事模式从每60话增加至每100话。
  - 故事模式的无败次数从每60次增加至每100次才能得到特殊的转速表，不管哪一话到达100次无败就可以获得。（滿馬力隱藏車只要100次無敗亦可獲得）

#### 车卡继承
- 继承内容
名称/车种/车身颜色(某些车型除外)
行走距离
乱入对战的战绩(击落星数和奖牌数)
力量光环
车子等级(SSSS等级为SSSS 9级)
调整(以STEP为显示马力的车辆将改成马力/HP显示。)
废车卡(拥有或未使用的数量)
各种设定
邮票
- 无法继承的内容
拥有Maxi G/店铺等级(将交换相当于总收购Maxi G的项目)(在6代移除)
装扮零件/装扮状态(车辆会变回原本的模样)
化身击败奖杯(在6代重置，并换新风格)
自定义框架(玩家ID的框架)(Custom Frame)
- WMMT5/5DX/5DX+的BGM(玩家需要在6代完成故事即可获得)
- RUF车辆:
  - CTR在六代换成911 Turbo S(930)
  - RGT和Rt35在六代换成911 Turbo S(991)
  - RCT在六代换成911 Turbo 3.6(964)
- MT5DX+ Maxi-G在MT6卡奖励
  - 累积至500G可获得马自达 Roadster RF RS(ND5RC)
  - 累积至100000G可获得日产Fairlady Z 280Z-T(S130)
  - 累积至200000G可获得满马力票，此票的用处是玩家可以开新满马力(840HP)的车。
  - 累积至500000G可获得日产Leopard 3.0 Ultima(F31)

#### 湾岸终端机
新增终端机抽奖(Terminal Scratch-off)，一页有50个可刮处，可获得各种ID箭头，团队贴纸的风格和满马力的隐藏车辆，每天只能抽1次。
- 車種
Subaru R2 (RC2)
Toyota COROLLA SEDAN G (NZE121)
Toyota Hiace VAN (H200)
Mitsubishi Pajero Evolution (V55W)
GT-R (R35) NISMO ※黒色
FAIRLADY Z NISMO (Z34) ※黒色
ARISTO V300 VERTEX EDITION (JZS161)※個人計程車仕様
MAZDASPEED Atenza (GG3P)※駕駛班仕様
CELSIOR (UCF10)※個人計程車仕様
HIACE WAGON 高底盤式樣 (KZH100G)
Nissan GT-R Pure Edition(R35)※MY2017
Honda NSX-R (NA2)

### 湾岸Mid-Night Maximum Tune 6R/6RR/6RRPLUS（页面存档备份，存于）
本代是首次用“R”的湾岸Mid-Night Maximum Tune 6 加强版(以往是用DX/DX+）， 2020年1月21日在日本推出，海外版沒有發佈，原因不明（推測受2019冠狀病毒疫情影響）。此版本首次沒有新增BGM。2021年10月6日，官方在X發表加强版湾岸Mid-Night Maximum Tune 6RR預告網站，預計在2021年冬季發佈，海外版湾岸Mid-Night Maximum Tune 6 會直接升至湾岸Mid-Night Maximum Tune 6RR，並新增日本版湾岸Mid-Night Maximum Tune 6R内容。

#### 新增遊戲模式
- 全球鬼車對戰模式

全球街頭挑戰(MT6R 日本版）
與挑戰日本化身接近
賓果挑戰(Bingo Challenges)（MT6RR)
與MT5DX+的Rival Name Bingo相近的限時活動,有25個數字，打敗對手可以獲得數字，每集滿一條綫可獲得每日標題，車牌和框架風格。此模式可以和其他玩家一起完成。

#### 新增车辆
- MT6R(日本版）

1. 日產 Skyline 2000GT-R (KPGC110)
2. 日產 Silvia K's Aero (S14)
3. 豐田 GR Supra RZ (DB42) （限活動取得）

- MT6RR

1. 日產 GT-R50 by Italdesign，是游戲首輛可改裝外觀的GT-R系列。
2. 日產 Skyline 2000GT-R (KPGC110)（海外版）
3. 日產 Silvia K's Aero (S14)（海外版）

#### 新增和更改内容
- MT6R日本版

1. 化鬼擊敗獎杯（MT5DX+的風格）重新加入。
2. 在MT6移除的空力套件重新加入

- MT6RR

1. 新車輛等級（SSSSS9至SSSSSS)
2. 新動物光環等級
3. 新WORK輪框

## 車種

### 现有车辆
| 車種名稱                      | 車型代號 | 驅動型式 | 備註                                                             |
| Audi                          | Audi     | Audi     | Audi                                                             |
| ----------------------------- | -------- | -------- | ---------------------------------------------------------------- |
| R8 Coupe 5.2 FSI quattro      | ABA42    | 6速-4WD  | MT5新增 (國際版),MT5DX新增(日本版),MT5DX(國際版)起可改裝車輛外型 |
| RS4 Avant                     | B8       | 7速-4WD  | MT5新增(國際版),MT5DX新增(日本版),MT5DX(國際版)起可改裝車輛外型  |
| BMW                           |          |          |                                                                  |
| M1                            | E26      | 5速-MR   | MT5新增(國際版),MT5DX新增(日本版),MT5DX(國際版)起可改裝車輛外型  |
| M3 CSL                        | E46      | 6速-FR   | MT5新增(國際版),MT5DX新增(日本版),MT5DX(國際版)起可改裝車輛外型  |
| M3 Coupe                      | E92      | 6速-FR   | MT5新增(日本版),MT5DX新增(國際版)                                |
| Z4 sDrive35is                 | E89      | 7速-FR   | MT5新增 (日本版),MT5DX新增(國際版)                               |
| M6 Gran Coupe                 | F06      | 7速-FR   | MT5新增(日本版),MT5DX新增(國際版)                                |
| 2002 Turbo                    | E20      | 5速-FR   | MT5新增 (日本版),MT5DX新增(國際版)                               |
| Chevrolet                     |          |          |                                                                  |
| Corvette Sting Ray            | C2       | 4速-FR   | MT4新增                                                          |
| Corvette Stingray             | C3       | 4速-FR   | MT4新增                                                          |
| Corvette ZR1                  | C6       | 6速-FR   | MT4新增                                                          |
| Camaro SS RS                  |          | 6速-FR   | MT4新增                                                          |
| Camaro                        | Z28      | 4速-FR   | MT5新增(日本版)                                                  |
| Dodge                         |          |          |                                                                  |
| Viper                         | SRT-10   | 6速-FR   | MT5新增 (國際版),MT5DX新增(日本版),MT5DX(國際版)起可改裝車輛外型 |
| Charger                       | SRT8     | 5速-FR   | MT5新增(國際版),MT5DX新增(日本版),MT5DX(國際版)起可改裝車輛外型  |
| Honda                         |          |          |                                                                  |
| NSX                           | NC1      | 9速-4WD  | MT5DX+新增,不能改装此车辆                                        |
| NSX                           | NA1      | 5速-MR   | MT5DX+新增                                                       |
| S2000 TypeS                   | AP2      | 6速-FR   | 2018全國大賽參加獎                                               |
| Lamborghini                   |          |          |                                                                  |
| Aventador                     | LP700-4  | 7速-4WD  | MT5DX+新增                                                       |
| Countach                      | LP400    | 5速-MR   | MT5DX+新增                                                       |
| Mazda                         |          |          |                                                                  |
| RX-8 Type-S                   | SE3P     | 6速-FR   | MT2新增                                                          |
| RX-7 Type-R                   | FD3S     | 5速-FR   | 選黃色變Type R BATHURST R                                        |
| RX-7 GT-X                     | FC3S     | 5速-FR   | 日本版是Savanna RX-7 GT-X                                        |
| RX-7 TURBO SE-Limited         | SA22C    | 5速-FR   | MT4新增                                                          |
| RX-3                          | S124A    | 5速-FR   | MT5新增(日本版),MT5DX新增(國際版)                                |
| Eunos Cosmo Type-S            | JCESE    | 4速-FR   | MT2新增                                                          |
| 110S                          | L10B     | 5速-FR   | MT4新增                                                          |
| MAZDA6 MPS                    | GG3P     | 6速-4WD  | MT3新增，MT3DX增加隱藏特殊色                                     |
| MX-5                          | NCEC     | 6速-FR   | MT3DX新增                                                        |
| MX-5                          | NA6CE    | 5速-FR   | MT5新增(日本版)                                                  |
| Roadster RF RS                | ND5R     | 5速-FR   | MT5DX+累计至500G就可在MT6获得                                    |
| Mercedes-Benz                 |          |          |                                                                  |
| SLS AMG GT                    | C197     | 7速-FR   | MT5新增(國際版),MT5DX新增(日本版),MT5DX(國際版)起可改裝車輛外型  |
| SLK350 BlueEFFICIENCY         | R172     | 6速-FR   | MT5新增(日本版),MT5DX新增(國際版)                                |
| 500E                          | W124     | 4速-FR   | MT5新增(日本版)                                                  |
| 190E 2.5-16 EVO2              | W201     | 5速-FR   | MT5新增(海外版),MT5DX新增(日本版),MT5DX(國際版)起可改裝車輛外型  |
| Mitsubishi                    |          |          |                                                                  |
| Galant VR-4                   | E39A     | 5速-4WD  | MT5新增(日本版),MT5DX新增(國際版)                                |
| Lancer Evolution X GSR        | CZ4A     | 5速-4WD  | MT3DX新增                                                        |
| Lancer Evolution IX MR GSR    | CT9A     | 6速-4WD  | MT3新增                                                          |
| Lancer Evolution VIII MR GSR  | CT9A     | 6速-4WD  | 選擇白色變RS版                                                   |
| Lancer Evolution VI GSR       | CP9A     | 5速-4WD  | 選擇白色變RS版                                                   |
| Lancer Evolution V GSR        | CP9A     | 5速-4WD  | MT3新增 選擇白色變RS版                                           |
| Lancer Evolution III GSR      | CE9A     | 5速-4WD  | MT2新增 選擇白色變RS版                                           |
| STARION GSR-VR                | A187A    | 5速-FR   | MT4新增                                                          |
| GTO Twin Turbo                | Z16A     | 6速-4WD  |                                                                  |
| Nissan                        |          |          |                                                                  |
| GT-R                          | R35      | 6速-4WD  | MT3DX+新增，不能改裝車輛外型                                     |
| Skyline GT-R V-spec II        | BNR34    | 6速-4WD  | 顏色選香檳金變V-spec II Nür                                      |
| Skyline GT-R V-spec           | BCNR33   | 5速-4WD  |                                                                  |
| Skyline GT-R                  | BNR32    | 5速-4WD  |                                                                  |
| Skyline GT-R                  | KPGC10   | 5速-FR   | MT3DX+新增                                                       |
| Silvia Spec-R                 | S15      | 6速-FR   |                                                                  |
| 180SX TYPE-III                | RPS13    | 5速-FR   | MT3新增                                                          |
| Fairlady Z Version ST         | Z34      | 6速-FR   | MT3DX新增                                                        |
| Fairlady Z Version S          | Z33      | 6速-FR   |                                                                  |
| Fairlady Z 300ZX              | Z32      | 5速-FR   | MT2新增                                                          |
| Fairlady Z 300ZX              | Z31      | 5速-FR   | 隱藏車輛(由MT3開始可直接選取)                                    |
| Fairlady Z 280Z-T             | S130     | 5速-FR   | MT5DX+累计至100000G就可在MT6获得                                 |
| Fairlady Z                    | S30      | 5速-FR   | 游戏中"恶魔之Z"使用的车辆                                        |
| STAGEA Autech Version 260RS   | WGNC34   | 5速-4WD  | MT5新增 (日本版)                                                 |
| Skyline Coupe 370GT Type S    | CKV36    | 6速-FR   | MT4新增                                                          |
| Skyline RS-X                  | R30      | 5速-FR   | MT5新增 (日本版),MT5DX新增(國際版)                               |
| FUGA 370GT Type S             | KY51     | 7速-FR   | MT4新增                                                          |
| Gloria GranTurismo ULTIMA     | Y33      | 4速-FR   | MT5新增 (日本版)                                                 |
| LAUREL 25 CLUB-S TURBO Type X | GC35     | 4速-FR   | MT5DX新增 (日本版)                                               |
| Leopard 3.0 Ultima            | F31      | 4速-FR   | MT5DX+累计至500000G就可在MT6获得                                 |
| Subaru                        |          |          |                                                                  |
| WRX STI                       | GVB      | 6速-4WD  | MT5新增(日本版),MT5DX新增(國際版)                                |
| LEVORG 2.0GT-S                | VMG      | 6速-4WD  | MT5新增 (日本版),MT5DX新增(國際版)                               |
| Subaru BRZ                    | ZC6      | 6速-FR   | MT5新增,MT5DX(國際版)起可改裝車輛外型                            |
| Impreza WRX STI               | GRB      | 6速-4WD  | MT3DX新增                                                        |
| Impreza Sedan WRX STI         | GDB-F    | 6速-4WD  | MT3新增                                                          |
| Impreza WRX STi               | GDB-C    | 6速-4WD  | 選擇白色跟紅色為spec.c Limited                                   |
| Impreza WRX STI Version VI    | GC8      | 5速-4WD  | 選擇白色跟黃色為typeRA Sti VersionVI                             |
| Alcyone SVX Version L         | CXD      | 4速-4WD  | MT2新增                                                          |
| Legacy B4 2.0GT spec.B        | BL5      | 5速-4WD  |                                                                  |
| LEGACY B4 2.5GT S Package     | BM9      | 6速-4WD  | MT4新增                                                          |
| Toyota                        |          |          |                                                                  |
| Toyota 86                     | ZN6      | 6速-FR   | MT5新增,MT5DX(國際版)起可改裝車輛外型。日本版是Toyota 86 GT      |
| Sprinter Trueno GT APEX       | AE86     | 5速-FR   | MT4新增                                                          |
| 2000GT                        | MF10     | 5速-FR   | MT4新增，MT5可直接選取                                           |
| CELICA SUPRA                  | MA61L    | 5速-FR   | MT4新增                                                          |
| CROWN ATHLETE                 | GRS204   | 6速-FR   | MT5新增                                                          |
| Supra RZ                      | JZA80    | 6速-FR   |                                                                  |
| Supra 2.5GT Twin Turbo R      | JZA70    | 5速-FR   | MT2新增                                                          |
| MR2 GT-S                      | SW20     | 5速-MR   |                                                                  |
| Chaser Tourer V               | JZX100   | 5速-FR   |                                                                  |
| MARKII TOURER V               | JZX100   | 5速-FR   |                                                                  |
| ARISTO V300 VERTEX EDITION    | JZS161   | 4速-FR   | MT3新增，有隱藏特殊色                                            |
| Celsior                       | UCF10    | 4速-FR   | 隱藏車輛，MT3可直接選取，MT3DX增加隱藏特殊色                     |
| SOARER 2.5GT TWINTURBO        | JZZ30    | 5速-FR   | MT5新增 (日本版)                                                 |
| Porsche                       |          |          |                                                                  |
| 911 Turbo S                   | 930      | 5速-RR   | MT6新增                                                          |
| 911 Turbo 3.6                 | 964      | 5速-RR   | MT6新增，也是游戏中"黑鸟"使用的车辆                              |
| 718 Caymen S                  |          | 6速-MR   | MT6新增                                                          |
| 911 Turbo S                   | 991      | 6速-4WD  | MT6新增                                                          |
| 928 GT                        |          | 5速-FR   | 日本版MT6(后期)新增                                              |

### 移除的车辆
| 車種名稱  | 車型代號 | 驅動型式 | 備註                                               | 移除 |
| RUF       | RUF      | RUF      | RUF                                                | RUF  |
| --------- | -------- | -------- | -------------------------------------------------- | ---- |
| RT-35     |          | 7速-RR   | MT5新增(日本版),MT5DX新增(國際版)。                | MT6  |
| RGT       |          | 6速-RR   | MT4新增                                            | MT6  |
| RK Coupe  |          | 6速-MR   | MT4新增                                            | MT6  |
| RCT       |          | 6速-RR   | MT5新增(日本版),MT5DX新增(國際版),不能改裝車輛外型 | MT6  |
| CTR       |          | 5速-RR   | MT4新增                                            | MT6  |
| Gemballa  |          |          |                                                    |      |
| Avalanche |          | 6速-RR   | MT3新增                                            | MT4  |
| 3.8RS     |          | 5速-RR   | MT1新增                                            | MT4  |
| RSR       |          | 5速-RR   | MT1新增                                            | MT4  |

### 隐藏车辆
| 品牌       | 車種名稱            | 車型代號 | 驅動型式 | 備註                               |
| ---------- | ------------------- | -------- | -------- | ---------------------------------- |
| Mitsubishi | Pajero Evolution    | V55W     | 5速-4WD  | MT4隐藏车辆                        |
| Toyota     | Hiace Wagon         | KZH100G  | 4速-FR   | MT2隐藏车辆                        |
| Toyota     | Hiace Wagon(高脚式) | KZH100G  | 4速-FR   | MT4隐藏车辆                        |
| Toyota     | Hiace Van           | H200     | 5速-FR   | MT5DX(日本版)与MT6(国际版)隐藏车辆 |
| Toyota     | COROLLA SEDAN G     | NZE121   | 5速-4WD  | MT2隐藏车辆                        |
| Subaru     | R2                  | RC2      | 5速-4WD  | MT3隐藏车辆                        |
| Nissan     | GTR Spec V          | R35      | 6速-4WD  | MT3DX+隐藏车辆,不能改装车辆外形    |
| Nissan     | GTR NISMO           | R35      | 6速-4WD  | MT5DX+隐藏车辆                     |
| Nissan     | Fairlady Z NISMO    | Z34      | 6速-FR   | MT5DX隐藏车辆                      |

### 只在故事模式出现的车辆
| 品牌  | 車種名稱       | 車型代號 | 驅動型式 |
| ----- | -------------- | -------- | -------- |
| Honda | INTEGRA TYPE-R | DC2      | 4WD-5速  |

## 灣岸Mid-Night Maximum Tune BGM

### 灣岸Mid-Night Maximum Tune/灣岸Mid-Night Maximum Tune 2
1. Overdrive Neurotransmitters
2. Maximum Acceleration
3. Stream Of Tears (More Tranced Remix)
4. Feel the Passion
5. Upbeat Gas Junkie
6. Fun-Loving Spirit
7. Speed Fanatic
8. Driver's Delight
9. Decoration For The Demented
10. Ghost in the Resonance
11. Stream Of Tears
12. Total Terror
13. Smoldery Guest
14. Atheist On The Highway
15. This is My Destiny
16. Unlawful Temptation
17. Acid Runner
18. Nothing Lives Forever
19. Destination Blackout
20. Blue Blazes
21. Another Dimension
22. Holy Land Anthem

### 灣岸Mid-Night Maximum Tune 3/3DX/3DX+
1. Stay where you are
2. Loop of Fortune
3. Acid Runner (remix 2010)
4. Feel the Passion (remix 2010)
5. Enjoy The Process
6. Inexhaustible Energy
7. In Your Dream
8. Get Down to the Drive
9. Top-Flight Mechanics
10. Wanna Try One Last Time
11. Get you Cornered
12. Love to Rise in the Summer Morning
13. Evil Association
14. Supreme Folly
15. Control Your Body
16. Shrewd Critic
17. Cause You're Different
18. Feel the Moment
19. Black Pressure
20. Phantom of Blue

### 10 Outrun
1. Nip And Tuck Race
2. Highway Obsession
3. Adrenaline Blowouts The Fear
4. Just Flat Out
5. Midnight Sanctuary

### 灣岸Mid-Night Maximum Tune 4
1. The Final Count Down
2. Driving Energy
3. Pleasures of Speed
4. Nostalgia
5. No Turning Back
6. Drifting into You
7. Glory Days
8. Never Throw Away
9. Highway Discipline
10. Feel a Thrill
11. Dark Side Style
12. Control Your Music
13. Re-Birth
14. Madly Driving
15. Live with You
16. Black Zone
17. Taillight

### 灣岸Mid-Night Maximum Tune 5/5DX/5DX+
1. Drive Me Crazy
2. Still Alive
3. I Will Follow You
4. High-speed Monster
5. Fascination
6. Let it Shine
7. Risky Guy
8. The Race is On
9. Avatar of Speed
10. Daystar
11. Inorganic Soul
12. Tonight
13. Dispatcher
14. Fallen Angel
15. Lightning Dance
16. Give Up or Keep Trying Maxi5

### 灣岸Mid-Night Maximum Tune 6/6R/6RR
1. Midnight Wave
2. Coming to you
3. Happy Moment
4. Starry Night(Future ver.)
5. Burning Away
6. New Generation
7. Move On
8. Maximum Synergy
9. Driving Instinct
10. Black Phoenix
11. I'm Here for You
12. Love&Gold
13. Endless Run
14. The Time is Over
15. Silver&Gold
16. Sunriser
17. Groove of Groop
18. Break it Down
19. Beatific Smile
20. Sky Beauty
21. Love My Own Life
22. Glare
23. Don't Stop
24. WANGAN-MAXI REMIX Vol.1
25. WANGAN-MAXI REMIX Vol.2

### 灣岸Mid-Night R
1. Rival's Theme 1
2. Rival's Theme 2
3. Hiramoto's Theme
4. Masaki's Theme
5. Kei's Theme
6. R200CLUB's Theme
7. Kuroki's Theme
8. Eiji's Theme
9. Kijima's Theme
10. Reina's Theme
11. BlackBird's Theme
12. Akio's Theme

## 遊戲術語
注意：術語會因地區文化差異而不同，僅供參考。
- 隱藏車：

取得方式可分為三種，第一種需要選擇指定車輛再透過輸入指定編號而取得；第二種需要選擇指定車輛再透過轉換指定顏色而取得；第三種需要透過灣岸终点站的刮刮，刮中取得。
- TA：

指TIME ATTACK（時間競速）
- 車檢：

當車卡壽命到一定極限(遊玩60次)時則必須要再買一張車卡以延續車卡資料。
灣岸4中該功能删除，修改成每一輛車子遊玩60次可以獲得新的車輛顏色。
（4代共20色；5代增至30色；5DX新增至40色(部份車種代檢證)）
在6代从游玩60次增加至100次才可以获得新的车辆颜色。
- IR：

全名"I"nternet "R"anking，即"網路排行榜"，登入完成計時模式後提供的密碼，即可和全世界的玩家比拼成績。4代起變更為每日凌晨伺服器自動更新。
- 夾車：

兩台車或以上有推擠的動作，狹義稱為「夾車」，一般來說夾車都有置對方於死地的能力，例如推撞對方令對方與貨車或路壆相撞。
- 閘車：

一台車橫向地阻塞另一台車前進。
- 炒車：

行駛中有任何的失誤，稱為「炒車」。
- 刷：

意指更新時間記錄。
- Tokyo先生：

直至MT3推出為止，在海外版本中，雖然不能直接選擇Gemballa的車輛，但相關車卡仍可在海外版機台上使用。當中有一較有名的車卡為保時捷的名為「Tokyo」，而「Tokyo先生」則為使用該複製車卡的玩家的辱名。
- 後車加速(後追)與參戰人數固定開/關：

因應後車的劣勢、公平起見與人對戰中會有後車加速的設定，意即為越落後的車加速力道越高，而要取消此設定可在賽道資料畫面下踩住煞車，但要全體的玩家都踩住，而MT3在對戰方面也有加了新要素，就是參站人數固定的開關，初始設定是開放其他玩家繼續亂入對戰，若要取消此設定，則在賽道資料畫面下按住亂入切換鍵，與取消後車加速一樣須由全體玩家按住。
- 假化身紀錄：

化身模式中，每位玩家的化身是以該玩家進行該跑道最新一次紀錄（不論輸贏），某玩家會利用這個特性，在某一條跑道放水或是刻意不打保持原設定路線，來製造『假化身紀錄』，其目的是當該玩家擁有第二輛車，或有其他認識的玩家可以利用『假化身紀錄』互相重複打復仇戰，賺取1.5倍的化身經驗值，以加速化身改裝的進度。
- 電腦化身：

化身模式中，有數個特定ID的化身是遊戲機中設定的化身，等級均為Super Hard，所有跑道都是遊戲機內定的原設定路線，會逐漸放慢速度，基本上只要正常遊玩必定能夠獲勝。
- BANAPASSPORT卡：

BANAPASSPORT卡片與SEGA AIME卡片系統共通.BANAPASSPORT卡可放100台車(MT4-MT5DX+)。
日本手機可當卡片使用.卡片還有像鑰匙圈的款式。

在6代可放的车辆从100辆增至200
辆。滿200台即無法新增車輛，但可以删除车辆(必须登入或注册湾岸应用程式才可删除)。
一個帳號可登錄3張BANAPASSPORT卡片。
目前仍無將卡片解除後再次登錄的功能。在FaceBook等的社群，有些灣岸的卡片商品。部分賣家會註明已經解註冊，表示此卡片已經由該賣家(或過去的擁有者)從官網刪除了曾經登錄該商品卡號的帳號。此類商品只要遺失或被盜取，無法再從官網以繼承的方式取回。

## 外部連結
- Maximum Tune 官方網站 （页面存档备份，存于）
- Maximum Tune 2 官方網站 （页面存档备份，存于）
- Maximum Tune 3 官方網站 （页面存档备份，存于）
- Maximum Tune 3DX 官方網站 （页面存档备份，存于）
- Maximum Tune 3DX 官方線上排行榜 （页面存档备份，存于）
- Maximum Tune 3DX Plus 官方網站 （页面存档备份，存于）
- Maximum Tune 4 官方網站 （页面存档备份，存于）
- 註冊BANAPASSPORT （页面存档备份，存于）
- Maximum Tune隱藏車 （页面存档备份，存于）
- Maximum Tune 5 官方網站 （页面存档备份，存于）
- Maximum Tune 5DX  官方網站 （页面存档备份，存于）
- Maximum Tune 5DX+  官方網站 （页面存档备份，存于）
- Maximum Tune 6  官方网站 （页面存档备份，存于）

1. ↑  .   [2018-03-08]. （原始内容存档于2018-12-31）.
2. ↑  .   [2018-03-08]. （原始内容存档于2019-01-05）.
3. ↑  .   [2018-03-08]. （原始内容存档于2018-03-22）.
4. ↑  .   [2018-03-08]. （原始内容存档于2018-03-23）.
5. ↑  .   [2018-03-08]. （原始内容存档于2018-01-05）.
6. ↑  .   [2018-03-08]. （原始内容存档于2018-03-08）.
7. ↑  .   [2018-03-08]. （原始内容存档于2018-03-08）.
8. ↑  . WANGAN MIDNIGHT MAXIMUM TUNE 4 中国官网.   [2021-07-03]. （原始内容存档于2021-07-09）.
9. ↑  . WANGAN MIDNIGHT MAXIMUM TUNE 5DX PLUS 中国官网.   [2021-07-03]. （原始内容存档于2021-07-09）.